# Бартсия
Бартсия (лат. Bartsia) — род травянистых растений семейства Заразиховые (Orobanchaceae). Включает единственный вид — Бартсия альпийская (Bartsia alpina).

## Ботаническое описание

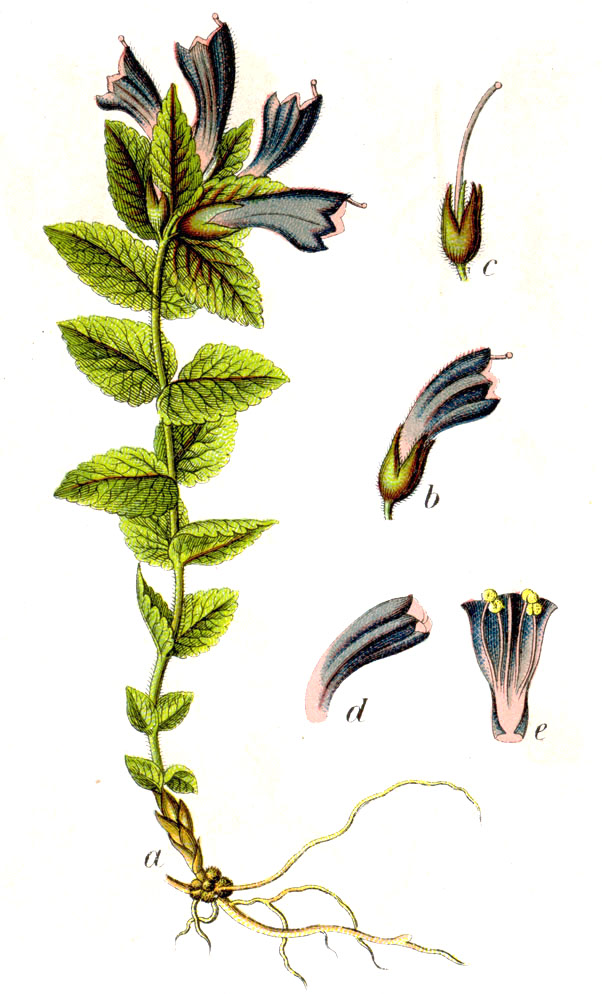

Многолетнее травянистое растение, полупаразит. Корневище толстое, ветвящиеся. Стебли красноватые, многочисленные, простые, восходящие или прямостоячие, (10) 12—20 (30) см высотой, в верхней части опушены курчавыми белыми волосками, оканчивающимися небольшими чёрными желёзками.
Листья (7) 10—24 (30) мм длиной и (5) 6—14 (20) мм шириной, супротивные, сидячие, цельные, яйцевидные, продолговато-ланцетные или эллиптические, городчатые с 6—13 зубчиками с каждой стороны, верхушка туповатая, основание округлое или клиновидное, сверху почти голые, снизу опушённые; нижние — более мелкие, самые нижние почти чешуевидные, цельнокрайные, более тесно сближенные.
Цветки одиночные, в пазухах сближенных прицветников, цветоножки короткие, (1) 1,5—2 мм длиной; собраны в густую, колосовидную, облиственную кисть, 4—8 см длиной. Чашечка колокольчатая, около 7 мм длиной, железисто-опушённая, надрезанная до половины на 3 равные заострённые лопасти. Венчик (13) 15—18 мм длиной, тёмно-пурпурный или тёмно-фиолетовый, грязноватый, иногда белый, густоопушённый, двугубый: верхняя губа выпуклая, на верхушке цельная, едва длиннее нижней; нижняя — с тремя одинаковыми лопастями 1—1,5 (2) мм длиной, на верхушке тупо округлёнными, иногда заострёнными. Тычинки расположены под верхней губой, едва выступают из венчика, нити до половины или менее приросшие к трубке венчика. Столбик тонкий, 15—21 мм длиной, несколько выставляющийся из венчика, наверху утолщенный и приплюснутый; рыльце чуть толще столбика.
Плод — продолговато-овальная или эллиптическая коробочка, в верхней части волосистая, немного длиннее чашечки, (8) 9,5—11 (12) мм длиной, 4,5—6 мм шириной. Семена 1,8—2 мм длиной, 1,2—1,3 мм шириной, по 15—30 в каждом гнезде, ребрышки крылатые, поперечно морщинистые.
Цветение в июне—июле.

## Охрана
Включена в статусе «редкого вида» в Красные книги Ямало-Ненецкого автономного округа, Ханты-Мансийского автономного округа — Югры, Тюменской области.

## Таксономия
Bartsia L., Sp. Pl. 2: 602 (1753), nom. cons.
Род назван в честь немецкого ботаника и врача, путешественника по Суринаму Жана Бартша (1709—1738).
Род монотипный, единственный вид: Bartsia alpina L. (1753), typ. cons.

### Синонимы
Рода
- Alicosta Dulac (1867)
- Eufragia Griseb. (1844)
- Staehelinia Haller (1768), nom. illeg.
- Stoehelina Haller f. ex Benth. (1846), nom. inval.

Вида
- Alectorolophus erectus Sterneck (1901)
- Alicosta alpina (L.) Dulac (1867)
- Bartsia alpina f. subimbricata Bolzon (1914)
- Bartsia alpina var. jensenii Lange (1887)
- Bartsia carnea Griseb. (1844)
- Bartsia parviflora Charpent. ex Benth. (1846)
- Bartsia parviflora E.Thomas (1837)
- Bartsia transsilvanica Gand. (1883)
- Bartsia urticoides Gand. (1883)
- Euphrasia alpina (L.) Bubani (1897)
- Rhinanthus alpinus (L.) Lam. (1779)
- Staehelinia alpina (L.) Crantz (1769)